# Bardo budista
La palabra tibetana bardo significa literalmente "estado intermedio" - también traducido como "estado de transición". En sánscrito el concepto se llama antarabhāva.
El bardo más conocido es el que se produce en el proceso de la muerte de un individuo, el cual equivale a un estado en el cual se produce una elección y/o "juicio personal" derivado de su propio Karma, que en última instancia  es "realizado" no conscientemente por el propio individuo a través de las visiones que sufre en este estado, previo a su próxima reencarnación. En este estado se presenta a sí mismo también una oportunidad de poder reconocer y alcanzar el verdadero ser, al entender la verdadera naturaleza de la realidad, y lograr con ello la iluminación; escapando del Samsara.
En el transitar en este estado, el individuo producto de Mara (la ilusión) y su Karma, confronta visiones del más allá, manifestadas principalmente a través de las deidades, y elecciones sobre su próxima vida, y/o el juicio de sus actos, que están presentes en las creencias personales que tenga cada individuo. La descripción del estado del Bardo del proceso de la muerte se correlaciona con el concepto de experiencia cercana a la muerte, y se encuentra detalladamente en el texto Bardo thodol;  por lo cual su descripción que es realizada en este texto está enfocado principalmente en las visiones y creencias propias del Budismo tibetano, y en el cómo lograr la iluminación en este estado, liberándose de los seis reinos del samsara.

## Los seis bardos
Fremantle (2001) establece que hay seis bardos tradicionales conocidos como Los Seis Bardos: 
- 1 El Bardo de la propia Vida (p.55). Es el primer bardo del nacimiento y la vida. Este bardo comienza desde la concepción hasta el último aliento, cuando la corriente mental se retira del cuerpo.
- 2 El Bardo de la Meditación (p.58). Es un subconjunto del quinto Bardo. Este bardo generalmente solo lo experimentan los meditadores, aunque los individuos pueden tener una experiencia espontánea.
- 3 El Bardo del Sueño (p.62). Es un subconjunto del primer Bardo. El Yoga del sueño desarrolla prácticas para integrar el estado de sueño en la sadhana budista.
- 4 El Bardo de la Muerte (p.64). Según la tradición, se considera que este bardo comienza cuando los signos externos e internos presagian que el comienzo de la muerte está cerca, y continúa a través de la disolución o transmutación del Mahabhuta hasta que se completa la respiración externa e interna.
- 5 El Bardo de Tathātā (p.65). es el quinto bardo de la luminosidad de la verdadera naturaleza que comienza después de la 'respiración interior' final (sánscrito: prana, vayu; tibetano: rlung). Es dentro de este Bardo donde ocurren las visiones y los fenómenos auditivos. En las enseñanzas Dzogchen, éstas se conocen como las visiones Tögal (tibetano: thod-rgyal) de la luz clara, que se manifiestan espontáneamente en este estado. Concomitante a estas visiones, hay un manantial de paz profunda y conciencia prístina. Seres sintientes que no han practicado durante su vida y/o que no reconocen la luz clara en el momento de la muerte suelen estar atrapados en sus ilusiones a lo largo del quinto bardo de luminosidad.
- 6 El Bardo de la Existencia (del devenir o transmigración). Este bardo perdura hasta que comienza la respiración interna en la nueva forma de transmigración determinada por las "semillas kármicas" dentro del depósito de conciencia (una de Las ocho consciencias según la tradición de la escuela Yogācāra del Budismo Mahayana).

## Concepto
El concepto conocido como  deantarābhava, un estado intermedio entre la muerte y el renacimiento, fue introducido en el budismo a partir de la tradición filosófica védica - upanishádica (posteriormente hindú), siendo expandido posteriormente por el budismo.
Algunas de las primeras referencias budistas al concepto de una "existencia intermedia" se encuentran en el texto de Abhidharma Mahāvibhāṣa Śāstra (阿毘達磨大毘婆沙論). Por ejemplo, Mahāvibhāṣa indica una "existencia básica" (本有), una "existencia intermedia" (中有), una "existencia de nacimiento" (生有) y una "existencia de muerte" (死有) (CBETA, T27, n.º 1545, pág. 959, etc.).
Fremantle (2001: p.53-54) gráfica el desarrollo del concepto del bardo a través de la tradición de los Himalayas:

Originalmente el bardo se refiere sólo al período entre una vida y la siguiente, y este sigue siendo su significado usual cuando se menciona sin calificación. Ha habido una gran disputa sobre esta teoría durante los siglos recientes en el Budismo, uno de los lados argumenta que el renacimiento (o la concepción) se sigue inmediatamente después de la muerte, y el otro asegura que debe haber un intervalo entre ambos. Con el surgimiento del Mahayana, ha prevalecido la creencia de un período de transición. Luego el Budismo expandió la idea de distinguir seis o más estados similares, que cubren el ciclo completo de vida, muerte y renacimiento. Pero también puede ser interpretado como cualquier experiencia transicional, cualquier estado entre dos otros estados. Su significado original, la experiencia entre la muerte y el renacimiento, es el prototipo de la experiencia del bardo, mientras que los seis bardos tradicionales muestran como las cualidades de la experiencia están también presentes en otros períodos transicionales. Afinando el entendimiento de la esencia del Bardo, este puede ser aplicado a cualquier momento de la existencia. El momento presente, el ahora, es un bardo continuo, siempre suspendido entre el pasado y el futuro.

El término "bardo" a veces se utiliza de manera vaga para referirse al estado de existencia entre dos vidas en la tierra (entre la muerte y el renacimiento). De acuerdo con la tradición tibetana, luego de la muerte y antes del próximo nacimiento, cuando la propia conciencia no está conectada con un cuerpo físico, se experimenta una variedad de fenómenos, periodo que dura máximo 49 días. Esto usualmente sigue una secuencia particular de degeneración, desde, justo después de la muerte, las más claras experiencias de realidad de las que somos capaces, hasta, posteriormente, las más terribles alucinaciones que surgen de los impulsos de las acciones torpes previamente realizadas. 
Para los avanzados espiritualmente el bardo ofrece una gran oportunidad para la liberación espiritual, ya que una claridad espontánea puede surgir de la directa experiencia de la realidad, mientras que para otros este puede volverse un lugar de peligros debido a las impresiones kármicas negativas que pueden orientarlos a un renacimiento poco deseable. 
En la cultura occidental, el término bardo puede referirse a una suspensión de nuestra vida ordinaria, debido a, por ejemplo, la realización de un retiro espiritual. Tales oportunidades proveen un fructífero avance espiritual, debido a que se reducen las restricciones externas, sin embargo es también un desafío debido a que nuestros impulsos torpes, como el miedo, pueden surgir de la misma que forma que se describe en el texto Bardo Thodol del budismo tántrico.

## Bardo thodol
El Bardo thodol (tibetano: བར་དོ་ཐོས་གྲོལ, wylie: bar-do thos-grol, ZWPY: Pardo Toichoi, dialecto de Lhasa AFI: pʰàrdo tʰǿɖøl) ―en español: "La liberación por audición durante el estado intermedio" o "Libro de los estados intermedios", erróneamente conocido en Occidente como El libro tibetano de los muertos― es una guía de instrucciones para los moribundos y los muertos que ―según la creencia del budismo tántrico del Tíbet― permite alcanzar la iluminación (nirvana) durante el periodo inmediato posterior a la muerte y por algunos días más, a fin de evitar renacer e ingresar nuevamente al samsara, pues se considera que la muerte dura 49 días y después de ello sobreviene un renacimiento en el ciclo de la reencarnación. Así, el texto da algunas recomendaciones a tener en cuenta durante ese ‘período intermedio’ conocido bajo el nombre tibetano de bardo.